# Kladnitsa Peak
Der Kladnitsa Peak (englisch; bulgarisch връх Кладница wrach Kladniza) ist ein 1000 m hoher und vereister Berg an der Loubet-Küste des Grahamlands im Norden der Antarktischen Halbinsel. Auf der Pernik-Halbinsel ragt er 7,36 km östlich des Liebig Peak, 5 km südsüdöstlich des Rubner Peak, 10,68 km südwestlich des Sokol Point und 9,77 km westnordwestlich des Ushlinova Peak auf. Der McCance-Gletscher liegt südwestlich sowie westlich und die Darbel Bay nordöstlich von ihm.
Britische Wissenschaftler kartierten ihn 1976. Die bulgarische Kommission für Antarktische Geographische Namen benannte ihn 2015 nach der Ortschaft Kladniza im Westen Bulgariens.